# Ezhar Cezairli

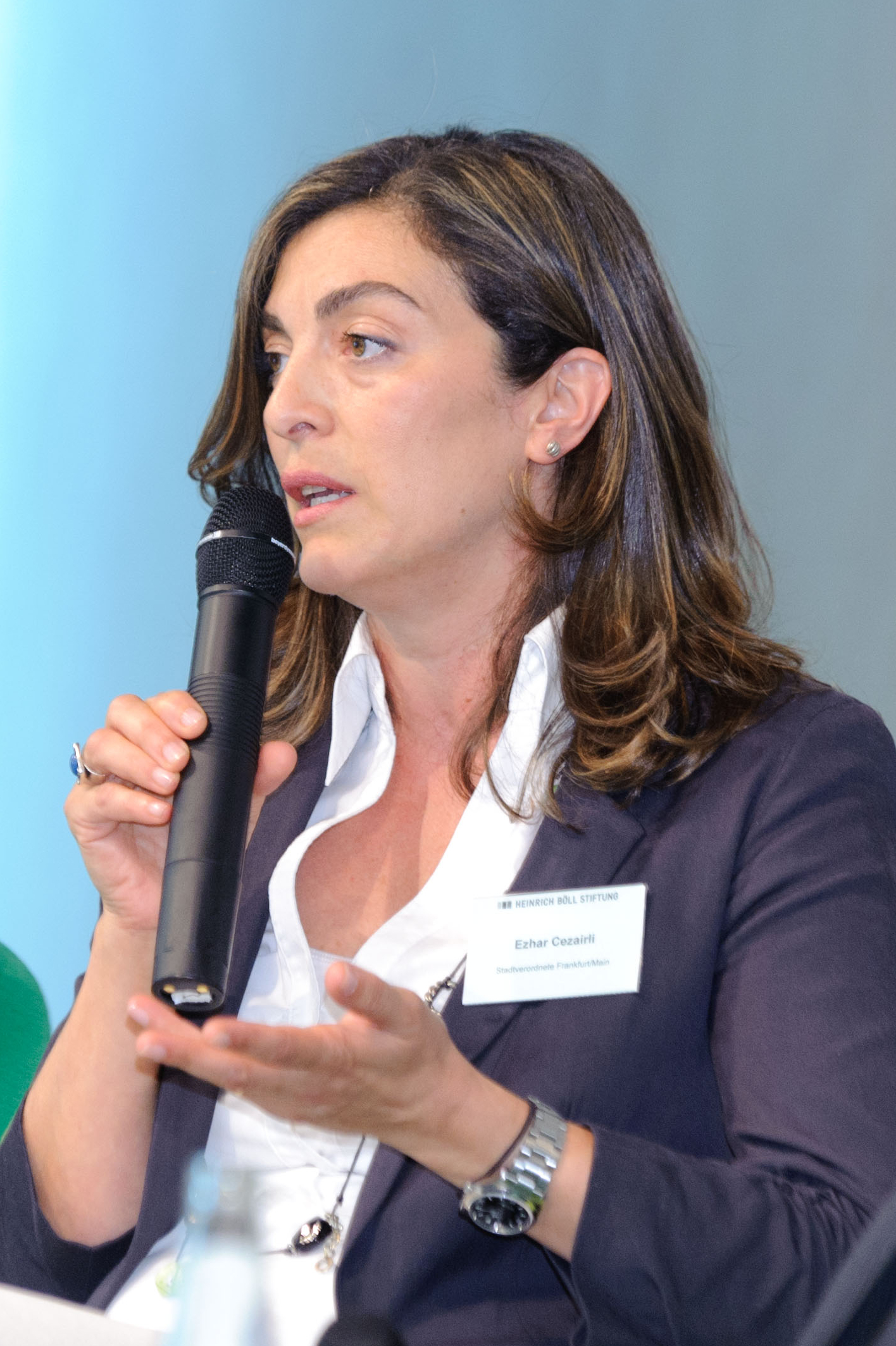
Ezhar Cezairli in 2011

Ezhar Cezairli (Antiochië, 12 december 1962 - Frankfurt am Main, 9 februari 2021) was een Duitse tandarts en politica van Turkse afkomst.

## Levensloop
Cezairli vertrok in de jaren zeventig met haar ouders uit Turkije om zich te vestigen in Weil am Rhein, Duitsland. Ze studeerde tandheelkunde in Hannover en had sinds 1998 haar eigen praktijk in het centrum van Frankfurt.
Tijdens de gemeenteraadsverkiezingen van Frankfurt op 27 maart 2011, werd Cezairli gekozen in de gemeenteraad van Frankfurt namens de CDU. Daar was ze lid van de Commissie Onderwijs en Integratie en de Commissie Bedrijfsleven en Vrouwen. Ze zette zich onder andere in voor integratie van islamitische immigranten in de Duitse samenleving en voor gelijke rechten voor mannen en vrouwen. Cezairli was getrouwd en had twee kinderen. Ze identificeerde zichzelf als een seculiere moslima.
Ezhar Cezairli stierf op 9 februari 2021 na een lang ziektebed aan lymfeklierkanker.